# 宮本米二
宮本 米二（みやもと よねじ、1921年 - 1990年4月5日）は日本の物理学者、理学博士。東京教育大学教授。筑波大学名誉教授。

## 生涯
1921年アメリカサンフランシスコにて生まれる。名前の「米」は米国の字から由来する。1945年9月東京帝国大学物理学科卒業。この年の卒業生の多くは後に様々な大学で重要な研究・成果を残している。山口嘉夫、村井康久、巽友正、楠川絢一、早川幸男、近角聰信、木庭二郎、会津晃、碓井恒丸、中嶋貞雄。
1945年9月の卒業に向けた卒研で、木庭二郎、早川幸男、福田博らと共に東京文理大にて朝永振一郎の指導を受け、後にいわゆる「朝永グループ」に合流する。当時（1943年頃）朝永により量子論と相対論を融合した「超多時間理論」が提出され、さらにその延長となる「繰り込み理論」が発見された（1947年）。1945年卒業後、短期間にこの朝永理論を修得し、1946年から1947年のはじめにかけて、これに関する論文を2篇書いている
1947年LambとRetherfordにより2S_{1/2}と2P_{1/2}の準位に僅かなずれがあることが実験的に確認された（ラムシフト）。朝永はこの現象こそが繰り込み理論に基づくQED理論を検証するものと直感し、詳しい計算を福田博・宮本に託し、見事この若き二人はそれを完成させた（1948.9）。その後、福田・宮本はパイ0中間子の2光子崩壊に対し、現在、場の量子論におけるanomalyとして知られる項の発見もしている(1949)。
1960年代のクォークの持つ自由度であるカラーチャージに関する研究については南部陽一郎を参照されたい。

さて、教鞭をとった東京教育大学は1978年閉校となり、あらたに開学する筑波大学に移るが、決して頑強ではない身体（からだ）の故か、「つくばの気温は東京より5℃位低いようだが、寒いのか？」と気にしていた。冬、教育大W館の研究室に分厚いコートを着てノブを回し入室する姿が見受けられた。
東京で戦火にあい熱海の別荘から東京へ通った期間を除き、終生東京千代田区一番町で暮らした。定年後、生涯最後の日に到るまで研究の道を歩み、1990年4月5日、同地にて没。